# جولة مع شرطي
جولة مع شرطي (بالإنجليزية: Ride Along)‏ هو فيلم حركة تم إنتاجه في الولايات المتحدة وصدر في سنة 2014. الفيلم من إخراج تيم ستوري وكتابة فيل هاي.

## القصة
يرصد الفيلم قصة حارس أمن سريع الكلام يُدعى بين (كيفين هارت) يحب أنجيلا (تيكا سومبتير) وطلب الزواج منها، ولكن عليه إثبات أنه جدير بالزواج والاقتران بها لأخيها جايمس (أيس كيوب). حيث أنه طالما حاول إقناع جايمس أنه ليس شخص عديم الأهمية، حيث أن جايمس ضابط شرطة سريع الغضب فينضم إليه بين لمدة 24 ساعة في دورية تجوب شوارع أتلانتا. يتعين على بين تجاوز هذا اليوم الذي يُعد من أكثر الأيام جنوناً في حياته وتحمل تصرفات جايمس الغير معقولة.

## طاقم التمثيل
- آيس كيوب (بدور: جايمس)
- كيفن هارت (بدور: بين)
- لورنس فيشبورن
- تيكا سومبتير
- جون ليجويزامو
- ديفيد بانر

## الميزانية والإيرادات
بلغت تكلفة إنتاج الفيلم حوالي 25 مليون دولار بينما حقق أرباحا تقدر بـ 41,257,000 دولار في الأسبوع الأول من عرضه.

## روابط خارجية
- جولة مع شرطي على موقع IMDb (الإنجليزية)
- جولة مع شرطي على موقع ميتاكريتيك (الإنجليزية)
- جولة مع شرطي على موقع روتن توميتوز (الإنجليزية)
- جولة مع شرطي على موقع نتفليكس (الإنجليزية)
- جولة مع شرطي على موقع قاعدة بيانات الأفلام العربية
- جولة مع شرطي على موقع ألو سيني (الفرنسية)
- جولة مع شرطي على موقع أول موفي (الإنجليزية)
- جولة مع شرطي على موقع بوكس أوفيس موجو (الإنجليزية)
- جولة مع شرطي على موقع فيلمافينيتي (الإسبانية)
- جولة مع شرطي على موقع قاعدة بيانات الفيلم (الإنجليزية)